# Piemonte

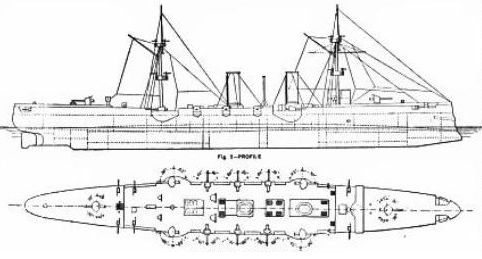

«П'ємонте» (італ. Piemonte) — бронепалубний крейсер Королівських ВМС Італії кінця XIX століття.

## Історія створення
Крейсер «П'ємонте» був розроблений британським кораблебудівником Філіпом Вотсом (англ. Philip Wattsl). Корабель був закладений у 1887 році на верфі Armstrong Whitworth. Спущений на воду 23 серпня 1888 року, вступив у стрій 8 серпня 1889 року.

## Конструкція
Крейсер «П'ємонте» мав хороше бронювання (палуба — 75 мм, бойова рубка — 75 мм, гарматні щити — 114 мм), але не мав подвійного дна та водонепроникних перебірок.
Силова установка складалась з 4 котлів та 2 парових машин подвійного розширення. Використання нової силової установки дало змогу досягти на випробуваннях рекордної швидкості у 22,3 вузли.
«П'ємонте» був першим у світі кораблем, озброєним лише скорострільною артилерією. Його 152-мм гармати могли робити по 7 пострілів за хвилину, а 120-мм гармати — по 12 пострілів за хвилину. Проте велика кількість гармат обтяжувала корабель, і 152-мм гармати поступово демонтували. Так, у 1906 році на кораблі залишилось лише дві 152-мм гармати, у 1913 їх демонтували повністю.

## Історія служби
Корабель увійшов до складу ВМС Італії у 1889 році. У 1890 році у складі Першого дивізіону він взяв участь у морських навчаннях в Тірренському морі. З 1894 року крейсер ніс службу в Червоному морі та Індійському океані.
У 1898 році корабель вирушив у навколосвітній рейд, який тривав півтора року, до січня 1900 року. Надалі крейсер здійснив походи навколо Африки та на Далекий Схід.
28 грудня 1908 року, коли «П'ємонте» перебував у Мессіні, стався Мессінський землетрус. Внаслідок цунамі крейсер зіткнувся з міноносцем «Спіка» (італ. Spica). Корабель не зазнав серйозних пошкоджень, але загинуло багато членів екіпажу, які у цей час перебували на березі, в тому числі капітан корабля Франческо Пассіно (італ. Francesco Passino).
Крейсер взяв активну участь у італійсько-турецькій війні. Спочатку він підтримував десантні операції біля узбережжя Лівії, потім діяв в Червоному морі, де, зокрема брав участь у бою в затоці Кунфіда.
З початком Першої світової війни застарілий корабель був відправлений в Салоніки, де брав участь в обстрілах ворожого узбережжя та прикривав десантні операції на болгарському та турецькому узбережжі.
Наприкінці війни крейсер був роззброєний, а у 1920 році виключений зі складу флоту та проданий компанії «Petrolifera Italo-Rumena Società Anonima», яка переобладнала корабель в танкер, який отримав назву «Едда» (італ. Edda). У 1925 році корабель був проданий компанії «Maris Compagnia di Navigazione Società Anonima» та перейменований на «Маріседда» (італ. Marisedda)
У 1932 році корабель був зданий на злам.